# Comtat de Nurburg
Comtat de Nurburg (Nürburg) fou una jurisdicció feudal del Sacre Imperi Romanogermànic.
Inicialment pertanyia als comtes d'Ahr (+1132). El castell d'Ahr estava situat sobre Altenahr i fou construït per un grup de senyors probablement de la zona del Ahrgau, magnats de la noblesa carolíngia ja instal·lats a la zona al segle ix, que haurien agafat el nom del castell. Al segle X van estendre la seva jurisdicció al poble de Nürburg. Els comtes d'Ahr es van dividir en diverses línies entre les quals la d'Ahr-Hoschtaten a la qual pertanyia el comte Teodoric (o Dieteric), mort el 1132, que posseïa Nürburg (a 20 km d'Ahr) on va construir un castell com a refugi per la cort, abans establerta a Adenau. No obstant tradicionalment és el seu fill Ulric (+1197) el considerat primer comte de Nürburg i responsable de la construcció del castell tot i la no existència de cap prova en aquest sentit. Vers el 1220/1230 es van ajuntar els caps de les línies hi van construir un nou castell: Neuenahr (Nou Ahr). La línia d'Ahr-Hochstaden es va extingir el 1246 amb la mort del comte Lotari que va llegar els seus dominis a l'arquebisbe de Colònia (i membre de la seva família) Konrad von Are-Hochstaden.
A la meitat del segle XII el comte Ulric es titulava comte de Nürburg (documentat el 1169); ja abans (el 1166) els castells d'Ahr i Nürburg són esmentats dins les viles i fortaleses en les que l'arquebisbe de Colònia tenia drets i que hauria concedit a Ulric. Els Ahr-Nürburg eren partidaris dels Hohenstaufen. El comtat va passar a Colònia junt amb el d'Hochstaden i el d'Arh. S'estava construint la catedral de Colònia i una part del material es va fer servir per a la construcció de la torre principal de Nürburg. El 1270 l'arquebisbe Konrad va llegar la seva herència a la regió a l'arxidiòcesi de Colònia. Les reclamacions del comte palatí del Rin Ruprech II foren finalment renunciades.
Nürburg va esdevenir una de les seus territorials de l'estat eclesiàstic de Colònia que va existir fins al 1793. Posteriorment la capital comarcal es va establir a Adenau.